# Ignatij Petrovič Rosi
Ignatij Petrovič Rosi (rusko Игнатий Петрович Россий), ruski general, * 1765, † 1814.
Bil je eden izmed pomembnejših generalov, ki so se borili med Napoleonovo invazijo na Rusijo; posledično je bil njegov portret dodan v Vojaško galerijo Zimskega dvorca.

## Življenje
Sin italijanskega štabnega častnika rimokatoliške vere je pri sedmih letih vstopil v Artilerijsko-inženirsko šolo za poljske plemiči; 4. marca 1780 jo je zapustil s činom poročnika Narvskega pehotnega polka. Leta 1789 je sodeloval v rusko-švedski vojni, zakar je bil povišan v podpolkovnika. 
10. marca 1800 je postal polkovnik in 13. julija 1805 poveljnik Voljniskega mušketirskega polka. Zaradi zaslug v kampanji leta 1806-1807 je bil 12. decembra 1807 povišan v generalmajorja.  
Med veliko patriotsko vojno je bil sprva brigadni poveljnik 4. pehotne divizije, ki je sodelovala v bitki za Smolensk; v bitki je bil težko ranjen v glavo. Med bitko za Leipzig je bil poveljnik 13. pehotne divizije. 
Po koncu vojne se je vrnil nazaj v Rusijo in se upokojil zaradi stare poškodbe.